# بورتو سيريسيو
بورتو سيريسيو هي (بلدية) على بحيرة لوغانو في مقاطعة فاريزي في منطقة لومباردي الإيطالية وتقع على بعد حوالي 50 كيلومتر (31 ميل) شمال غرب ميلانو وحوالي 11 كـم (7 ميل) شمال شرق فريزة، على الحدود مع سويسرا. اعتبارًا من 31 ديسمبر 2004 كان عدد سكانها 3080 نسمة ومساحتها 5.1 كيلومتر مربع (2.0 ميل2).
تقع بورتو سيريسيو على حدود البلديات التالية: بيزانو وبروسيمبيانو وبروسينو أرسيزيو (سويسرا) وكواسو أل مونتي وميريدي (سويسرا) وموركوت (سويسرا). بلدية بورتو سيرسيو ليست بعيدة عن منتزه فيت سينك.

## المدن التوأم
- بولندا، اقوستو